# Svenska Bibliotekariesamfundet
Svenska Bibliotekariesamfundet (SBS) var en förening för verksamma bibliotekarier huvudsakligen vid svenska universitets- och högskolebibliotek. Föreningen bildades 1921 och var verksam fram till år 2000 då man gick samman med Sveriges Allmänna Biblioteksförening och bildade Svensk biblioteksförening.

## Ordförande
Föreningens ordförande:
- 1921–1941 Isak Collijn, riksbibliotekarie
- 1941–1946 Anders Grape, överbibliotekarie
- 1946–1963 Tönnes Kleberg, överbibliotekarie
- 1963–1971 Gösta Ottervik, överbibliotekarie
- 1971–1977 Gert Hornwall, överbibliotekarie
- 1977–1984 Lars-Erik Sanner, överbibliotekarie
- 1984–1989 Birgit Antonsson, riksbibliotekarie
- 1989–1994 Tomas Lidman, riksbibliotekarie
- 1994–2000 Kerstin Assarsson-Rizzi, chefsbibliotekarie